# The Pinkprint
The Pinkprint treći je studijski album trinidadsko-američke reperice Nicki Minaj. Izdali su ga 12. prosinca 2014. diskografske kuće Young Money, Cash Money i Republic Records. Minaj je ko-izvršni producent albuma zajedno s Birdmanom, Lil Wayneom i Ronaldom Williamsom. Želeći se odmaknuti od dance-pop elemenata njezinog drugog studijskog albuma, Pink Friday: Roman Reloaded (2012.), The Pinkprint je najviše pod utjecajem njezinih tradicionalnih hip hop početaka.